# Ringway

Ringway egy község Nagy-Manchesterben, Manchester déli határánál, Angliában.
Ez Manchester városán belül az egyetlen község, amit 1974-ben azért csatoltak a városhoz, hogy a Manchester repülőtér (régebbi nevén a Manchester (Ringway) Repülőtér), annak termináljainak és hangárjainak nagyobbik része a város területéhez tartozzon. Ezt a repteret 1935 és 1938. között építették, és eredetileg honvédelmi célokat szolgált. A község az 1974-es elcsatolást megelőzően a cheshire-i Bucklow vidékli körzet része volt. A 2001-es népszámlálás adatai alapján 106 lakosa van.

## Története
Úgy gondolják, a név az óangol Hringhæg szóból ered, melynek jelentése: körkörösen sövénnyel bekerített terület.
Ringwayben van az Ullerwood vár, ami egy földvárral körülvett épület, amit legkésőbb 1173-ban építettek, s melynek tulajdonosa Hamon de Massey volt.
Ringway 1863-ban szakadt el Bowdontól.

## Népessége
A 2001-es brit népszámlálás alapján Ringway teljes lakossága 106 fő volt, s közülük 50 nő és 56 férfi volt. Egy átlagos háztartás mérete 2,59 fő volt. A 15–74 éves korosztály 43,7%-ának nincs iskolai képesítése, ami jelentősen eltér az országos 28,9%-os átlagtól. A népszámlálás adatai alapján a községben nem volt munkanélküli,  a gazdaságilag inaktívak aránya pedig 32,18% volt. A lakosság 15,09%-a 16 év alatti, 2,83%-a pedig 75 év feletti volt. Az átlagos életkor Ringwayben 37,47 év volt. Az itt lakók 25%-a egészségi állapotát jónak értékelte.

## Fordítás
- Ez a szócikk részben vagy egészben  a   Ringway című angol Wikipédia-szócikk ezen változatának fordításán alapul.  Az eredeti cikk szerkesztőit annak laptörténete sorolja fel. Ez a jelzés csupán a megfogalmazás eredetét és a szerzői jogokat jelzi, nem szolgál a cikkben szereplő információk forrásmegjelöléseként.

## Bibliográfia
- Dore, R. N.. A History of Hale, Cheshire: From Domesday to Dormitory. John Sherratt and Son Ltd, Altrincham (1972. március 19.). ISBN 0-85427-030-2
- Nevell, Mike. The Archaeology of Trafford. Trafford Metropolitan Borough Council with the Manchester University@@@#@@@University of Manchester Archaeological Unit (1997. március 19.). ISBN 1-870695-25-9
- Scholefield, R.A.. Manchester Airport. Sutton Publishing (1998). ISBN 0-7509-1954-X